# سن لوران دو مرونی
شهر سن لوران دو مرونی (به فرانسوی: Saint-Laurent-du-Maroni) در شهرستان گویان فرانسه در ناحیه گویان فرانسه با جمعیت ۳۳٬۷۰۷ نفر در کشور فرانسه واقع شده‌است